# 현재가치
현재가치(現在價値, present value)는 현재가치와 장래가치로 구분되며, 미래에 얻게 될 확실한 부(富)의 가치를 현재의 가치로 환산한 값을 말한다. 줄여서 현가(現價)라고도 한다.
미래에 얻게 될 부는 명목적인 가치 뿐만 아니라 시간의 흐름에 따른 기회비용인 시간가치가 포함되어 있기 때문에 현재 표면상으로 동일한 부를 가지고 있다 하더라도 미래부와 현재부의 가치는 달라진다. 예를 들어 현재 가지고 있는 1,000원과 미래의 1,000원은 그 가치가 동일하지 않은데, 현재의 1,000원으로 다른 자산에 투자하여 초과이익을 얻을 수 있거나 혹은 목이 마른 사람의 경우 한 시간 뒤에 얻을 1,000원보다 지금의 1,000원으로 음료수를 사먹는 것이 효용이 더 크기 때문이다. 일반적으로 동일한 금액일 경우 미래에 얻을 수 있는 부의 가치가 현재에 얻을 수 있는 부의 가치보다 작다. 그 이유는 현재의 부를 무위험자산에 투자한다면 최소한 무위험이자율만큼의 이익을 얻을 수 있으므로 결국 미래에는 더 큰 부를 얻을 수 있기 때문이다.

## 공식
1기간 후의 미래부를 현재부로 환산하는 식을 표현하면 다음과 같다.
{\displaystyle {\mbox{PV}}={\frac {\mbox{FV}}{(1+r)^{n}}}}
{\displaystyle {\mbox{PV}}=}현재가치(Present Value)
{\displaystyle {\mbox{FV}}=}미래가치(Future Value)
{\displaystyle r=}무위험이자율
{\displaystyle n=}기간
1기간 후부터 n기간까지의 미래에 일정한 현금흐름이 반복된다면 이를 현재가치로 환산하는 식은 다음과 같다.
{\displaystyle {\mbox{PV}}={\frac {\mbox{CF}}{(1+r)^{1}}}+{\frac {\mbox{CF}}{(1+r)^{2}}}+{\frac {\mbox{CF}}{(1+r)^{3}}}+...+{\frac {\mbox{CF}}{(1+r)^{n}}}}
{\displaystyle {\mbox{PV}}=}현재가치(Present Value)
{\displaystyle {\mbox{CF}}=}현금흐름(Cash Flow)
{\displaystyle r=}무위험이자율
{\displaystyle n=}기간

## 같이 보기
- 자본예산
- 청산
- 순현재가치